# Вероника ползучая
Веро́ника ползу́чая (лат. Veronica repens) — многолетнее травянистое растение, вид рода Вероника (Veronica) семейства Подорожниковые (Plantaginaceae).

## Ботаническое описание
Растение высотой 10—25 (до 40) см, с бесплодными и плодущими побегами. Стебли восходящие, ползучие или лежачие, укореняющиеся, голые или коротко опушенные, слабые, тонкие, ветвистые от основания.
Листья цельные, коротко опушенные, блестящие, супротивные, нижние и у нецветущих побегов с короткими черешками или сидячие, иногда сближенные в прикорневую розетку, широкие, округлые или яйцевидные, на верхушке тупые, цельнокрайные или по краю неясно тупозубчатые или городчатые, длиной 5—22 мм, шириной 3—10 см. Средние — расставленные, сидячие, продолговато-яйцевидные или продолговато-ланцетные до ланцетных. Верхние — постепенно переходят в продолговатые прицветники.
Соцветия — верхушечные и боковые пазушные кисти, прямостоячие, многоцветковые, рыхлые, длиной 2—20 см, при плодах удлинённые, в пазухах мелких прицветников цветки более менее расставленные; цветоножки опушенные, при плодах прямые или направлены вверх под острым углом, равны или вдвое длиннее прицветников. Чашечка четырёхраздельная, с продолговато-яйцевидными, продолговатыми и равными, тупыми долями, короче цветоножек, равна или длиннее их. Венчики длиной 3—4 мм, розовые, почти колесовидные, несколько длиннее чашечки; трубка очень короткая, с четырьмя жилками. Тычинки почти равны венчику, изогнутые.
Коробочка округло-почковидная, 2 мм в диаметре, сплюснутая, у основания округлая, на верхушке с неглубокой тупой выемкой, железисто-ресничатая. Семена плоские, щитовидные, овальные, длиной около 1 мм, многочисленные.

## Распространение
Западная Европа: Испания (юг и юго-восток), Корсика.
Растёт на увлажнённых местах в горах.